# Баскетболист года конференции Southwestern Athletic
Баскетболист года конференции Southwestern Athletic (англ. Southwestern Athletic Conference Men's Basketball Player of the Year) — это ежегодная баскетбольная награда, вручаемая по результатам голосования лучшему баскетболисту среди студентов конференции Southwestern Athletic, входящей в первый дивизион NCAA. Голосование проводится среди главных тренеров команд, входящих в конференцию, причём свои голоса тренеры подают после окончания регулярного чемпионата, но перед стартом плей-офф, то есть в начале марта, однако они не могут голосовать за своих собственных игроков. Этот трофей был учреждён и впервые вручён Натаниелю Арчибальду из университета штата Миссисипи имени Алкорна в сезоне 1972/73 годов.
Конференция официально начала свою деятельность в 1920 году, и тогда в неё входило шесть команд, в 1929 году одна из команд покинула конференцию, в 1931 году в неё включили ещё одну команду, а в 1934 году её состав пополнила ещё одна команда, в 1936 году их число увеличилось до восьми. С течением времени, при образовании новых университетов, количество команд в конференции увеличилось до девяти (на данный момент их десять), причём команда Арканзасского университета в Пайн-Блафф уходила из неё в 1970 году, а в 1997 году вернулась.
Лишь восемь игроков: Джин Шорт, Пёрвис Шорт, Ларри Смит, Гарри Келли, Эвери Джонсон, Стив Роджерс, Рэнди Болден и Адарриал Смайли, получали этот приз несколько раз, причём только Келли получал его трижды. Всего один игрок, Деррик Гриффин, становился лауреатом премии, будучи первокурсником. Два раза обладателями трофея становились сразу два игрока (1981 и 1987). Чаще других обладателями награды становились баскетболисты университета Южного Техаса (12 раз), университета штата Миссисипи в Джэксоне (9 раз), университета штата Алабама (7 раз), Южного университета и университета штата Луизиана в Грамблинге (по 6 раз).

## Легенда
|           | Сообладатели награды |
| Игрок (X) | Количество титулов   |

## Победители
| Сезон   | Игрок               | Фото | Университет                                                        | Позиция                                     | Год обучения | Примечания |
| ------- | ------------------- | ---- | ------------------------------------------------------------------ | ------------------------------------------- | ------------ | ---------- |
| 1972/73 | Натаниель Арчибальд |      | Университет штата Миссисипи имени Алкорна                          | Центровой                                   | Третий       | [ 1 ]      |
| 1973/74 | Джин Шорт           |      | Университет штата Миссисипи в Джэксоне                             | Лёгкий форвард                              | Третий       | [ 2 ]      |
| 1974/75 | Джин Шорт (2)       |      | Университет штата Миссисипи в Джэксоне                             | Лёгкий форвард                              | Четвёртый    | [ 2 ]      |
| 1975/76 | Ларри Райт          |      | Университет штата Луизиана в Грамблинге                            | Разыгрывающий защитник                      | Третий       | [ 3 ]      |
| 1976/77 | Пёрвис Шорт         |      | Университет штата Миссисипи в Джэксоне                             | Лёгкий форвард / Тяжёлый форвард            | Третий       | [ 4 ]      |
| 1977/78 | Пёрвис Шорт (2)     |      | Университет штата Миссисипи в Джэксоне                             | Лёгкий форвард / Тяжёлый форвард            | Четвёртый    | [ 4 ]      |
| 1978/79 | Ларри Смит          |      | Университет штата Миссисипи имени Алкорна                          | Тяжёлый форвард                             | Третий       | [ 5 ]      |
| 1979/80 | Ларри Смит (2)      |      | Университет штата Миссисипи имени Алкорна                          | Тяжёлый форвард                             | Четвёртый    | [ 5 ]      |
| 1980/81 | Гарри Келли         |      | Университет Южного Техаса                                          | Лёгкий форвард                              | Второй       | [ 6 ]      |
| 1980/81 | Роберт Уильямс      |      | Университет штата Луизиана в Грамблинге                            | Тяжёлый форвард                             | Четвёртый    | [ 7 ]      |
| 1981/82 | Гарри Келли (2)     |      | Университет Южного Техаса                                          | Лёгкий форвард                              | Третий       | [ 8 ]      |
| 1982/83 | Гарри Келли (3)     |      | Университет Южного Техаса                                          | Лёгкий форвард                              | Четвёртый    | [ 8 ]      |
| 1983/84 | Льюис Джексон       |      | Университет штата Алабама                                          | Лёгкий форвард                              | Четвёртый    | [ 9 ]      |
| 1984/85 | Майк Фелпс          |      | Университет штата Миссисипи имени Алкорна                          | Атакующий защитник / Разыгрывающий защитник | Четвёртый    | [ 10 ]     |
| 1985/86 | Фрэнк Силлмон       |      | Университет штата Алабама                                          | Лёгкий форвард                              | Второй       | [ 11 ]     |
| 1986/87 | Джордж Айвори       |      | Университет Воллей штата Миссисипи                                 | Разыгрывающий защитник                      | Четвёртый    | [ 12 ]     |
| 1986/87 | Эвери Джонсон       |      | Южный университет                                                  | Разыгрывающий защитник                      | Третий       | [ 8 ]      |
| 1987/88 | Эвери Джонсон (2)   |      | Южный университет                                                  | Разыгрывающий защитник                      | Четвёртый    | [ 8 ]      |
| 1988/89 | Терри Брукс         |      | Университет штата Алабама                                          | Атакующий защитник                          | Четвёртый    | [ 13 ]     |
| 1989/90 | Джо Фолкнер         |      | Южный университет                                                  | Тяжёлый форвард                             | Четвёртый    | [ 14 ]     |
| 1990/91 | Стив Роджерс        |      | Университет штата Алабама                                          | Атакующий защитник                          | Третий       | [ 15 ]     |
| 1991/92 | Стив Роджерс (2)    |      | Университет штата Алабама                                          | Атакующий защитник                          | Четвёртый    | [ 15 ]     |
| 1992/93 | Линдси Хантер       |      | Университет штата Миссисипи в Джэксоне                             | Разыгрывающий защитник / Атакующий защитник | Четвёртый    | [ 15 ]     |
| 1993/94 | Джервон Скэлз       |      | Южный университет                                                  | Тяжёлый форвард                             | Четвёртый    | [ 15 ]     |
| 1994/95 | Кенни Сайкс         |      | Университет штата Луизиана в Грамблинге                            | Атакующий защитник                          | Четвёртый    | [ 15 ]     |
| 1995/96 | Маркус Манн         |      | Университет Воллей штата Миссисипи                                 | Тяжёлый форвард                             | Четвёртый    | [ 15 ]     |
| 1996/97 | Рэнди Болден        |      | Университет Южного Техаса                                          | Разыгрывающий защитник                      | Третий       | [ 15 ]     |
| 1997/98 | Рэнди Болден (2)    |      | Университет Южного Техаса                                          | Разыгрывающий защитник                      | Четвёртый    | [ 15 ]     |
| 1998/99 | Адарриал Смайли     |      | Южный университет                                                  | Тяжёлый форвард / Центровой                 | Третий       | [ 15 ]     |
| 1999/00 | Адарриал Смайли (2) |      | Южный университет                                                  | Тяжёлый форвард / Центровой                 | Четвёртый    | [ 15 ]     |
| 2000/01 | Деуэйн Джефферсон   |      | Университет Воллей штата Миссисипи                                 | Атакующий защитник                          | Второй       | [ 15 ]     |
| 2001/02 | Пол Хэйнс           |      | Университет штата Луизиана в Грамблинге                            | Тяжёлый форвард / Центровой                 | Второй       | [ 15 ]     |
| 2002/03 | Грегори Бёркс       |      | Сельскохозяйственный и технический университет Техаса в Прэйри-Вью | Разыгрывающий защитник                      | Четвёртый    | [ 15 ]     |
| 2003/04 | Аттарриус Норвуд    |      | Университет Воллей штата Миссисипи                                 | Центровой                                   | Четвёртый    | [ 15 ]     |
| 2004/05 | Оби Троттер         |      | Сельскохозяйственный и технический университет Алабамы             | Разыгрывающий защитник / Атакующий защитник | Третий       | [ 16 ]     |
| 2005/06 | Брион Раш           |      | Университет штата Луизиана в Грамблинге                            | Разыгрывающий защитник / Атакующий защитник | Четвёртый    | [ 15 ]     |
| 2006/07 | Трей Джонсон        |      | Университет штата Миссисипи в Джэксоне                             | Атакующий защитник                          | Четвёртый    | [ 15 ]     |
| 2007/08 | Эндрю Хэйлз         |      | Университет штата Алабама                                          | Атакующий защитник                          | Третий       | [ 17 ]     |
| 2008/09 | Брэндон Брукс       |      | Университет штата Алабама                                          | Разыгрывающий защитник                      | Четвёртый    | [ 18 ]     |
| 2009/10 | Гаррисон Джонсон    |      | Университет штата Миссисипи в Джэксоне                             | Атакующий защитник                          | Четвёртый    | [ 19 ]     |
| 2010/11 | Тревел Джонс        |      | Университет Южного Техаса                                          | Тяжёлый форвард                             | Четвёртый    | [ 20 ]     |
| 2011/12 | Пол Кросби          |      | Университет Воллей штата Миссисипи                                 | Центровой                                   | Четвёртый    | [ 21 ]     |
| 2012/13 | Омар Стронг         |      | Университет Южного Техаса                                          | Разыгрывающий защитник                      | Четвёртый    | [ 22 ]     |
| 2013/14 | Аарик Мюррей        |      | Университет Южного Техаса                                          | Центровой                                   | Четвёртый    | [ 23 ]     |
| 2014/15 | Мадариус Гиббс      |      | Университет Южного Техаса                                          | Разыгрывающий защитник                      | Четвёртый    | [ 24 ]     |
| 2015/16 | Деррик Гриффин      |      | Университет Южного Техаса                                          | Центровой                                   | Первый       | [ 25 ]     |
| 2016/17 | Зак Лофтон          |      | Университет Южного Техаса                                          | Атакующий защитник                          | Третий       | [ 26 ]     |
| 2017/18 | Мартевиас Макнайт   |      | Арканзасский университет в Пайн-Блафф                              | Разыгрывающий защитник / Атакующий защитник | Третий       | [ 27 ]     |
| 2018/19 | Джереми Комбс       |      | Университет Южного Техаса                                          | Тяжёлый форвард / Лёгкий форвард            | Четвёртый    | [ 28 ]     |
| 2019/20 | Девонте Паттерсон   |      | Сельскохозяйственный и технический университет Техаса в Прэйри-Вью | Тяжёлый форвард / Лёгкий форвард            | Четвёртый    | [ 29 ]     |
| 2020/21 | Тристан Джарретт    |      | Университет штата Миссисипи в Джэксоне                             | Атакующий защитник                          | Четвёртый    | [ 30 ]     |
| 2021/22 | Эм Джей Рэндольф    |      | Флоридский университет A&M                                         | Разыгрывающий защитник / Атакующий защитник | Четвёртый    | [ 31 ]     |
| 2022/23 | Кэмерон Кристон     |      | Университет штата Луизиана в Грамблинге                            | Атакующий защитник                          | Пятый        | [ 32 ]     |
| 2023/24 | Кен Эванс           |      | Университет штата Миссисипи в Джэксоне                             | Атакующий защитник / Разыгрывающий защитник | Третий       | [ 33 ]     |
| 2024/25 | Стерлинг Янг        |      | Флоридский университет A&M                                         | Атакующий защитник                          | Четвёртый    | [ 34 ]     |